# Poesía de Argelia de habla francesa
La poesía argelina de lengua francesa hace su aparición en Argelia a principios de los años 1930, con la publicación de las colecciones de Jean Amrouche. Se desarrolló durante la guerra de Independencia de Argelia en la forma de una literatura de resistencia al colonialismo francés. Después de la independencia de Argelia, expresa una rebelión anticonformista, a menudo vehemente, contra la injusticia, la explotación y las tradiciones sociales consideradas mutiladoras.

## Historia

### Orígenes
En 1984 Tahar Djaout bosquejó en «Les Mots Migrants» (Palabras migratorias) el curso histórico de la poesía argelina francófona. En la primera parte de su introducción, él distingue "muy aproximadamente" tres generaciones esenciales, o incluso cuatro, "desde Jean Amrouche" (1906-1962), "cuya principal obra poética fue elaborada en la década de 1930 y sería una sola generación». Sus colecciones esenciales, Cendres (Cenizas) y Estrella secreta (Étoile secrète), se publicaron en Túnez en 1934 y 1937.
« Aux Algériens on a tout pris (Los argelinos se han llevado todo)
la patrie avec le nom (la patria con el nombre)
le langage avec les divines sentences (lenguaje con oraciones divinas)
de sagesse qui règlent la marche de l’homme (de sabiduría que rigen la marcha del hombre)
depuis le berceau (desde la cuna)
jusqu’à la tombe (...) (a la tumba (...) » 
Los poemas que escribió dos décadas más tarde, como «El combate de Argelia» de junio de 1958, comparten sin embargo el espíritu que anima a los poetas de la próxima generación.

### Una poesía de resistencia

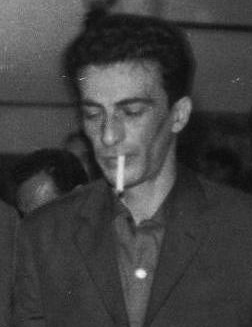
Kateb Yacine en 1962

Djaout reúne en una segunda generación a poetas nacidos alrededor de la década de 1920 o 1930, que desarrollan la poesía argelina, en francés, en el sentido de una escritura de resistencia y lucha. De 1945 a 1962 se presentó, como escribió en 1971 Jean Sénac, él mismo un actor en ese desarrollo, «como un fresco de la desgracia y la experiencia tenaz»: «apoyado en las fosas comunes, tomando su aliento y su rostro, desde 1954, fue por unos años a poner el verbo al servicio de la liberación del territorio. Durante este período, fue un reflejo de nuestra lucha, una insurrección del espíritu». Sénac reúne bajo su signo los nombres de Mohammed Dib (1920-2003) y de Kateb Yacine (1929-1989) cuyas obras se han desplegado principalmente en los campos de la novela y el teatro, Anna Gréki (1931-1966), Mostefa Lacheraf (1917-2007), Henri Kréa (1933-2000), Nordine Tidafi (1929-1990), Bachir Hadj Ali (1920-1991), Ismaël Aït Djafer (1929-1995), Messaour Boulanouar (1933), Nourredine Aba (1921), Boualem Khalfa (1923) y de Malek Haddad (1927-1978). A través de sus poemas, agrega, «es un pueblo entero que denunció, enumeró el horror, afirmó y planteó en la noche el fanal de nuestras certezas»: ellos «dan testimonio de la manera más alta para un tiempo trágico y glorioso en nuestra historia».
A pesar de las dificultades políticas, militares y policiales relacionadas con la guerra de Argelia, algunas colecciones de estos poetas pudieron, gracias a algunos editores franceses (Pierre-Jean Oswald, Subervie), aparecer antes de 1962. Así, La Complainte des Mendiants arabes de la Casbah et de la petite Yasmina tuée par son père (La queja de los mendigos árabes de la Casba y la pequeña Yasmina asesinada por su padre) de Ismaël Aït Djafer, y escrita en 1951 en 1953, Le Malheur en danger (La infelicidad en peligro) de Malek Haddad; en 1956, Liberté première (Primera libertad) de Henri Kréa, y ciertos poemas de Mohammed Dib, en 1957, Certitudes (Certezas) de Boualem Khalfa; y. Matinales de mon peuple (Matinales de mi gente) de Jean Sénac en 1961.
Otras colecciones solo se publicarían, después de la independencia de Argelia: 
- La Toussaint des énigmes (Día de Todos los Santos) de Nourredine Aba,
- Alger, Capitale Alger (Argel, Capital Argel) de Anna Gréki,
- Chants pour le onze décembre et autres poèmes (Canciones para el 11 de diciembre y otros poemas) de Bachir Hadj Ali,
- La meilleure force (La mejor fuerza) de Messaour Boulanouar compuesta entre 1956 y 1960,[6]
- Le Toujours de la patrie de  Nordine Tidafi en 1963, Soleil de notre nuit (Sol de nuestra noche) de Djamel Amrani en 1964.

Ya en 1963, Denise Barrat se reúne en Espoir et Parole (Esperanza y Palabra), poemas de escritores de esta generación y algunos de los siguientes: Danièle Amrane, Djamel Amrani, Jean Amrouche, M'hamed Aoune, Abdelhamid Baitar, Mourad Bourboune, Hocine Bouzaher, Mohammed Dib, Leila Djabali, Assia Djebar, Tewfik Farès,  Lâadi Flici, Anna Gréki, Nadia Guendouz, Malek Haddad, Bachir Hadj Ali, Kateb Yacine, Henri Krea, Kaddour M'Hamsadji, Malika O'Lahsen, Jean Sénac, Boualem Taibi, Ahmed Taleb, Nordine Tidafi, Moufdi Zakaria, Zehor Zerari. En Diwan algérien, La poésie algérienne d'expression française de 1945 à 1965 (Diwan argelino, poesía argelina de habla francesa de 1945 a 1965) Jacqueline Levi-Valensi y Jamal Eddine Bencheikh juntan en 1967 obras, precedidas por presentaciones y biografías cortas, de todos los poetas que participaron en esta literatura de combate, el libro termina con la evocación más rápida de veinticinco «otros poetas», generalmente más jóvenes.

### Después de la Independencia
«A menudo hay una tendencia a limitar la poesía argelina, a este único período y los temas épicos que ha despertado», ha sentenciado, en 1971, Jean Sénac en el prefacio, «Levadura y Fronda», de su antología. Pero, según el histórico, trece años más tarde, de Tahar Djaout, apareció una tercera generación de poetas, nacidos alrededor de la década de 1940. «Aunque profundamente marcado por la guerra», ella «ha tratado de expresar sus preocupaciones, sus problemas, sus ambiciones, en trabajos con un tono a menudo directo y muy agresivo. Gritando con un gran grito la construcción de nuestras lágrimas, la joven poesía quería elevar la canción nacional al nivel de las exigencias revolucionarias», analizado por Sénac.

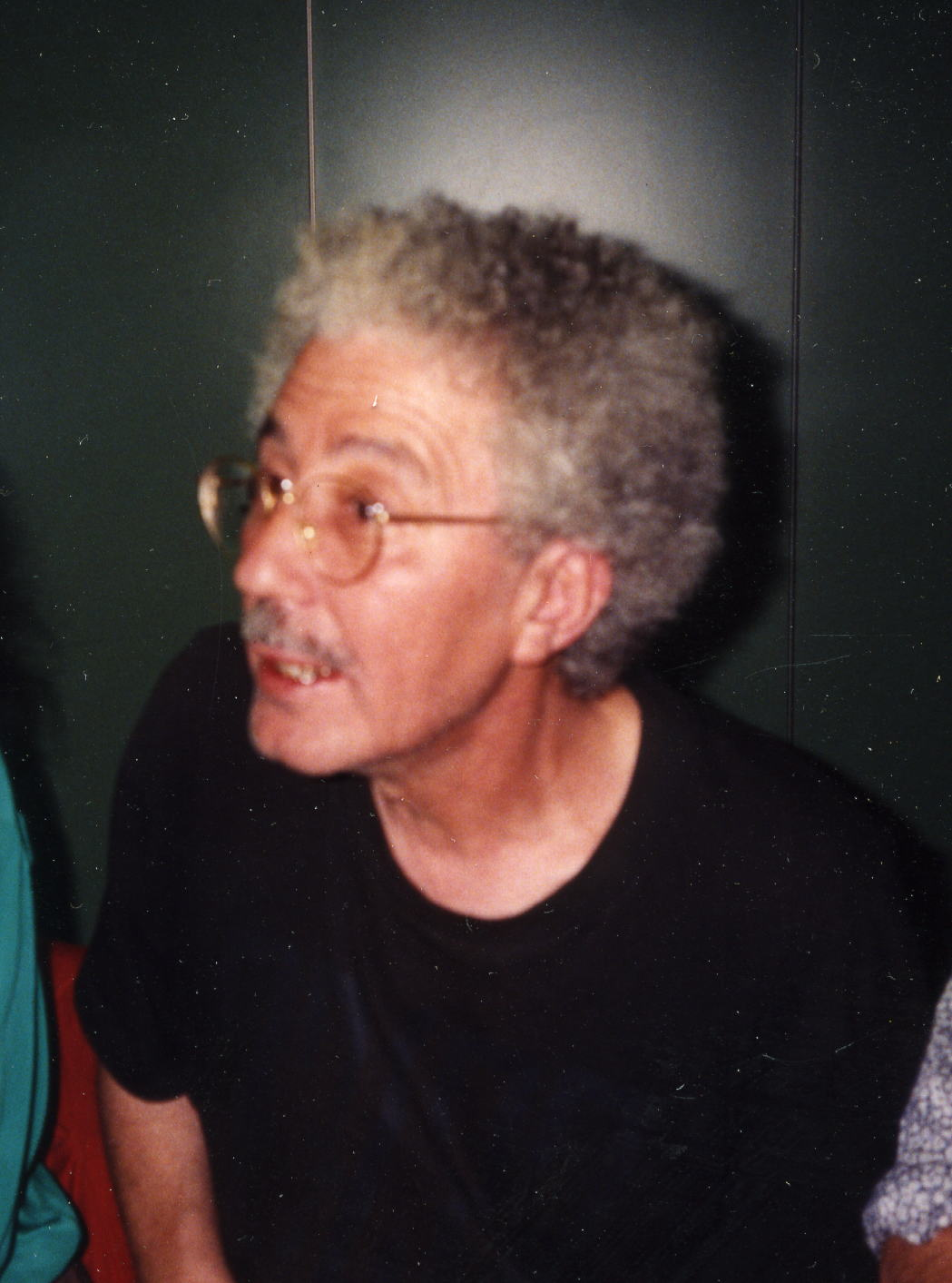
Malek Alloula, en 1992

Las nuevas colecciones, que expresan sus aspiraciones, aparecen después de la independencia de Argelia, desde 1964. Sénac cita los nombres de Mourad Bourboune (1938) cuyo Le Pélerinage païen (La peregrinación pagana) aparecida en 1964; Hamou Belhalfaoui que publica Soleil vertical (Sol vertical) ese mismo año; Rachid Boudjedra (1941) y Ahmed Azzegah (1942-2003) (ambos publicados por él en Éditions Nationales), Pour ne plus rêver (Para no soñar más) siendo ilustrado por el primero para Mohammed Khadda; Chacun son métier (Cada uno su trabajo) por el segundo, por Denis Martinez), Malek Alloula (1937- 2015), Tewfik Farès (1937), Lâadi Flici (1937-1993), Jamel Moknachi (1938-1992), Ahmed Khachali, Mohammed Ismaïl Abdoun. 
«El tono poético, ya no es el de la esperanza adjunta al drama, que nutrió su lirismo desde 1954, sino un desafío a todas las mutilaciones, el tono seguro y casi imprudente del nuevo ciudadano que sabe, con el zumbido del habla, en el empuje de sus hermanos, que él está preparando una cosecha que está constantemente en peligro», continúa Jean Sénac. Los temas abordados por estos poetas, « más constructivos » y « más orientados hacia una conciencia colectiva », echando raíces más allá de la situación nacional, en solidaridad con « la lucha mundial progresista encarnada por Vietnam, Palestina, Angola, Cuba ».
« (...) Que ce soit en Angola, que ce soit à Jéricho, à Boston (Ya sea en Angola, Jericó, Boston)
À Caracas, à Philadelphie, que ce soit en Afrique du Sud (En Caracas, Filadelfia, ya sea en Sudáfrica)
L'ennemi est le même, le monstre est le même (El enemigo es el mismo, el monstruo es el mismo)
C'est un monstre avec des milliers de tentacules (Es un monstruo con miles de tentáculos)
Des milliers d'yeux, des milliers de bouches (Miles de ojos, miles de bocas)
C'est un monstre, un monstre qui suce le sang des peuples (...) » (Es un monstruo, un monstruo que chupa la sangre de los pueblos)
escribió también Lâadi Flici, en La Démesure et le royaume (La desmesura y el reino), publicado en Argel, en 1969. Y, Ahmed Azzegah, en Chacun son métier (Cada uno su trabajo) :
« Je suis né en Allemagne nazie et moi en Amérique (Nací en la Alemania nazi y yo en América)
Noire et moi en Afrique basanée et moi je suis (Negro y yo en África y soy moreno)
Pied-noir et moi Juif et moi on m'appelait Bicot (Él Pie negro y yo Judío y yo fuimos llamados Bicot)
On en a marre de vos histoires et vos idées (...) (Estamos cansados de tus historias y tus ideas)
Elle (Ella)
N'oublie jamais la jeunesse malgré (Nunca jamás olvides a los jóvenes a pesar)
Sa grande jeunesse mais (Su gran juventud mas)
Elle (Ella)
A horreur des horreurs » (Un horror de los horrores).

### La nueva poesía
En 1971, Jean Sénac compuso una « Anthologie de la nouvelle poésie algérienne (Antología de la nueva poesía argelina) » que revela un conjunto de jóvenes poetas «francófonos» nacidos, en una cuarta generación, entre 1943 a 1953, que alienta apasionadamente ofreciéndoles espacios, de medidas más reducidas, de expresión:
- Youcef Sebti (1943-1993),
- Abdelhamid Laghouati (1943),
- Rachid Bey (1946),
- Djamal Imaziten (1950),
- Boualem Abdoun (1950),
- Djamal Kharchi (1950),
- Hamid Skif (1951-2011),
- Ahmed Benkamla (1951),
- Hamid Nacer-Khodja (1953).

Ignorado por sus compañeros, aquí hay una generación que fue construida en aislamiento, duda, ruptura ", escribe Sénac: « en ocho años de independencia, contra todas las mutilaciones, las sofocaciones, el letargo, las amenazas, la marea de los mediocres y los estancadores, a pesar de los silencios y las mentiras, casi proscritos (y dignos de sus "libertadores") »), una ola literaria importante se ha fortalecido y asiste a la orilla. 
Volviendo algunos años más tarde en esta antología, Bachir Hadj Ali recuerda que esos poetas son los « niños de la zona de reagrupamiento, desde la época de la tortura generalizada, los niños del exilio, las búsquedas nocturnas y el brutal despertar de la muerte diaria, los secretos susurrados, las casas silenciosas, la huelga escolar, las grandiosas manifestaciones de diciembre de 1960, la danza desenfrenada en la prisión  Barbarossa vacía, 5 de julio de 1962. (...) También son adolescentes de los primeros días de la liberación, el desencanto que siguió ». Hadj-Ali observó que « temas del mal de vivir y la difícil conquista de la felicidad, una nueva idea en nuestro país », entre estos jóvenes poetas « brillar con un resplandor oscuro ». Amor apareciendo como « tema dominante de la colección », « esta poesía se debate contra la tradición esclerosada del matrimonio » y « prejuicios ancestrales » : « Al comienzo de esta poesía, está el callejón sin salida, la negación y la rebelión ».

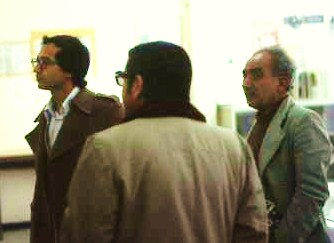
Tahar Djaout, Messaour Boulanouar et M'hamed Aoune dans une exposition de littérature, 1980

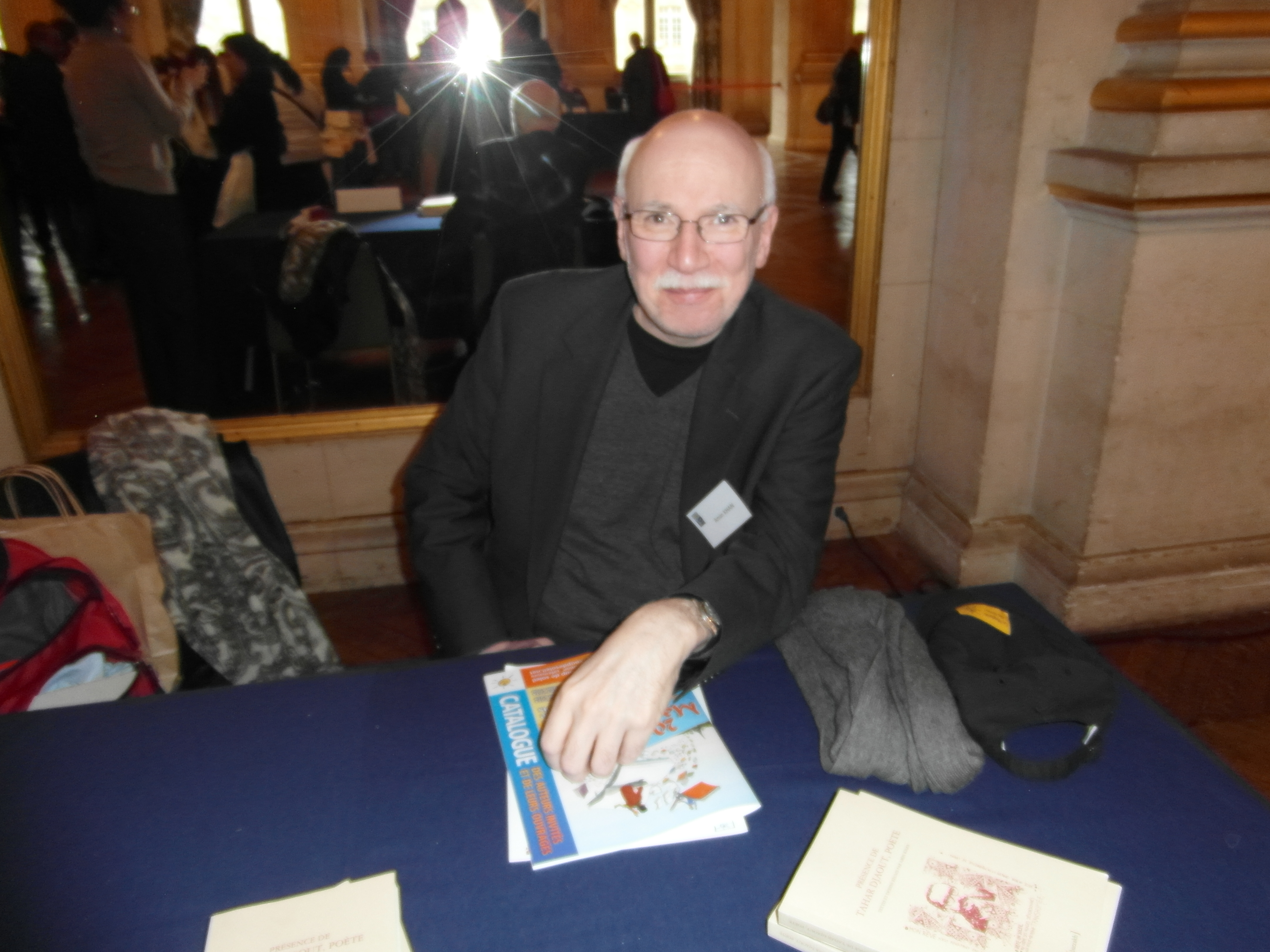
Amine Khan en 2014

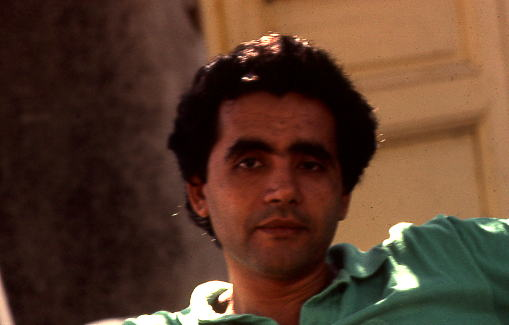
Habib Tengour en 1989

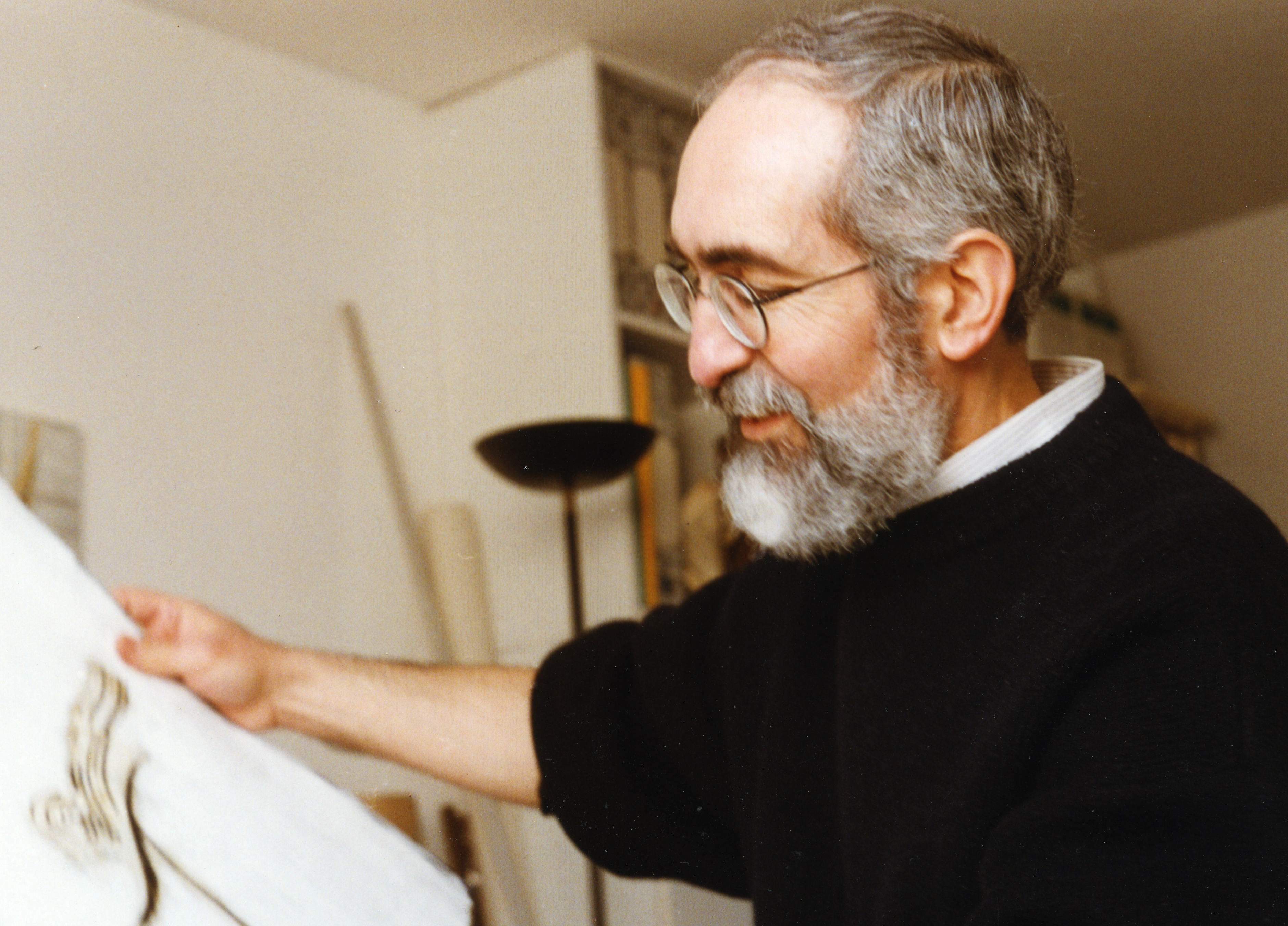
Hamid Tibouchi en 1997

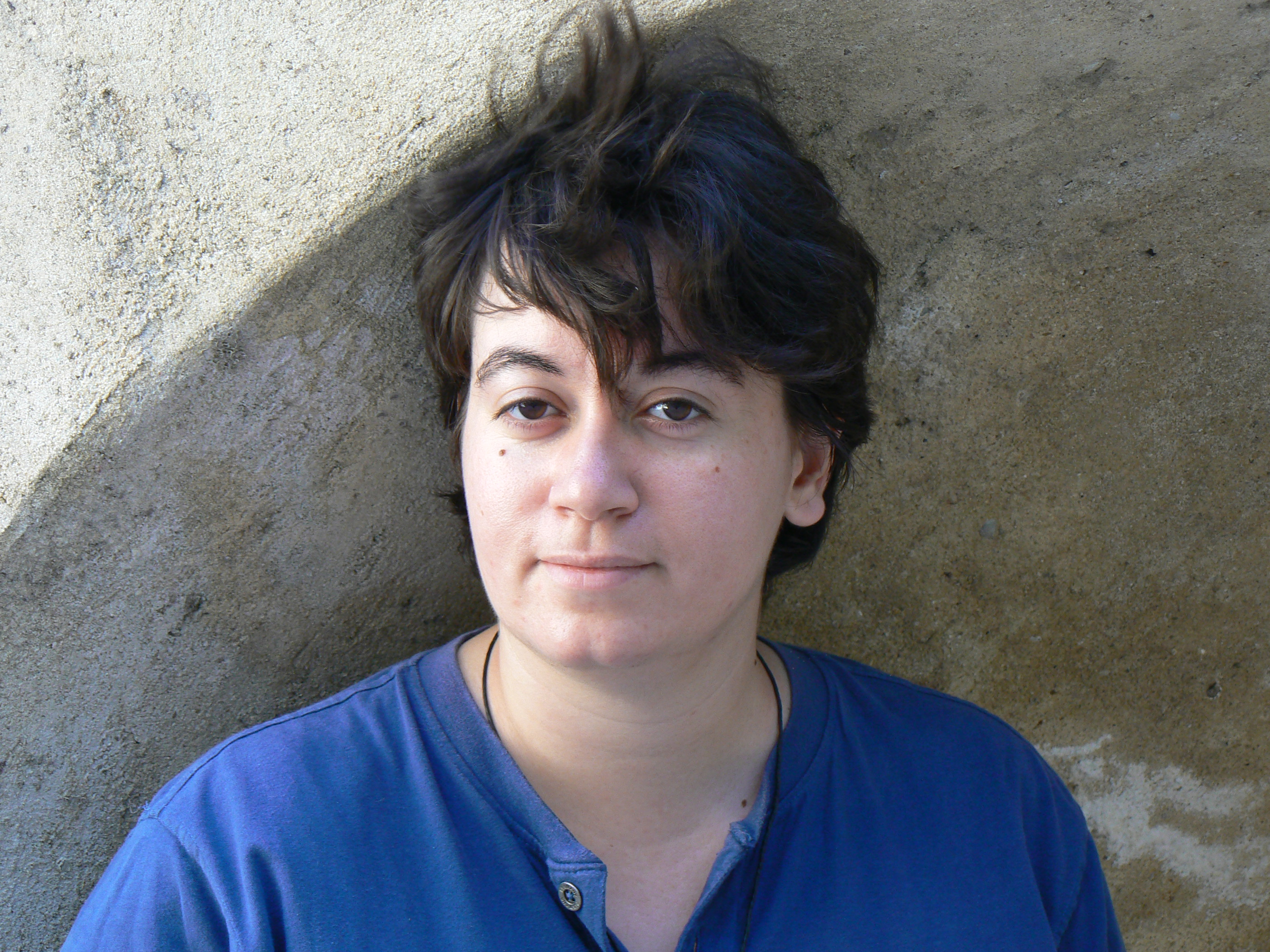
Samira Negrouche en 2010

De acuerdo con Tahar Djaout, esta noticia « generación conmovedora y controvertida » de jóvenes poetas « que algunos críticos o lectores quieren a toda costa exagerar la novedad (...) debe mucho a los dos anteriores ». Después de la publicación en 1981 de "Jóvenes poetas argelinos" por Jean Déjeux, Tahar Djaout se ve a sí mismo; y, en 1984 en "Les Mots migrateurs" un nuevo grupo de poetas que pertenecen sustancialmente a esta misma generación:
- Youcef Sebti (1943-1993),
- Rabah Belamri (1946-1995),
- Habib Tengour (1947),
- Abdelmadjid Kaouah (1954),
- Hamid Tibouchi (1951),
- Mohamed Sehaba,
- Hamid Nacer-Khodja (1953),
- Tahar Djaout lui-même (1954-1993),
- Amine Khan (1956)
- Daouia Choualhi.

Sus primeras colecciones se publicaron solo después de 1971 en Francia:
- Mer ouverte (Mar abierto) de Hamid Tibouchi en 1973;
- Tapapakitaques, la poésie-île de Habib Tengour en 1976;
- Chemin de brûlure (Camino de llagas) de Rabah Belamri, con una tirada limitada, en 1983),
- Bonne année ou les joies perfides (Feliz año nuevo o alegrías pérfidas) de Abdelmadjid Kaouah, en una edición artesanal en 1977;
- Colporteur de Amine Khan en 1980 ;

```
L'Enfer et la folie (El infierno y la locura)
 de Youcef Sebti, datado de septiembre de 1962 a octubre de 1966, en 1981). 
```

- en Canadá: Solstice barbelé (Solsticio mordaz) de Tahar Djaout, en Quebec en 1975)

La « Advertencia » de la antología, que compuso Tahar Djaout, especifica desde el principio que la poesía argelina de la lengua francesa "no es toda la poesía argelina", cuando han continuado afirmando la poesía del idioma árabe y la poesía bereber "que comienza destruyendo el gueto de la oralidad donde siempre ha estado confinado. Djaout también enfatiza la "arbitrariedad" de su clasificación, ya que las interferencias y superposiciones, en particular, son inevitables.
En la segunda parte de su introducción, "Una poesía llamada nueva", vuelve a la antología producida por Jean Sénac, una docena de años antes. Solo tres de los poetas que él reunió, observa, han publicado una colección, y otros dos continúan escribiendo. "La mejor manera de rendir homenaje a esta antología preparada por un gran poeta que ha desaparecido hoy es finalmente colocarla en sus proporciones adecuadas. Para convertirlo en la Biblia y la referencia exclusiva de la joven poesía argelina, debería restaurar su papel de catalizador, hito y aguijón". En la elección "inevitablemente parcial y parcial" de Djaout, Youcef Sebti y Hamid Nacer-Khodja aparecen así los dos únicos nombres que aparecieron en la antología de Sénac.
El análisis de la novedad de estos poetas, entre los cuales se coloca de forma explícita Tahar Djaout, haciendo hincapié en que "escapan en su mayor parte a los límites de un esclerosante objetivismo y de una celebración utiliraria: la nueva poesía de Argelia se hizo aún más vociferante, sabiendo que está condenada a la marginalidad. Todos los sueños, todas las aspiraciones, todos los insultos, todos los excesos sexuales se registran como si uno supiera que uno no escribe para ser publicado ". Más allá de las diferencias de preocupación que se manifiestan, "es innegable que un tema, que tampoco es nuevo si nos referimos al antiguo fondo árabe-bereber, sino a las demandas de la lucha política y política. probablemente también un cierto resurgimiento del puritanismo un tanto reprimida - (re) conquistado un lugar en la nueva expresión poética de Argelia: es la celebración del cuerpo que estalló en la celebración o gritos de deseos insatisfechos sensual ".
Tahar Djaout sin embargo completa su análisis en dos observaciones esenciales. Si, por un lado, esta expresión toma la forma de "una denuncia vehemente del peso de la tradición", sucede que "pasa por el lenguaje posesivo y reductivo del varón". Como si el mundo al que se aspira es el de la liberación de un solo cuerpo: el cuerpo del hombre, la mujer siempre siendo un campo de codicia y liberación, en una palabra, un objeto ". La nueva poesía, por otro lado, "no es simplemente solar": puede ser una araña, saturnina, "cargada de todas las tinieblas y de todo el barro que rodea el alma o la ciudad". ¿Ya identificó las amenazas que tomarían diez años más tarde a la "ciudad" en la violencia del terrorismo y la conduciría en 1993, al igual que Youcef Sebti y Lâadi Flici, a la muerte?
A través de la publicación, en Argelia o en Francia, de colecciones de escritores más jóvenes, la poesía argelina de habla francesa ha seguido mostrando su vitalidad. En 2012 Abdelmadjid Kaouah publica en las ediciones de Seuil  Quand la nuit se brise (Poesía argelina de habla francesa contemporánea) que, a través de una difusión más amplia, permite un mejor conocimiento.